# 歐里恩特 (華盛頓州)
歐里恩特是美国华盛顿州費里郡的一個CDP。

## 資料來源
1. ↑  美國地質調查局地名資訊系統：歐里恩特 (華盛頓州)